# Историческая хроника Орехово-Зуева
Историческая хроника Орехово-Зуевской земли:
- 26 марта 1209 г. — первое упоминание в летописях о Волочке на Клязьме — будущем селе Зуево.
- ок. 1339 г. — подмосковные волости Вохна и Гуслица впервые упоминаются в духовной грамоте Великого Московского князя Ивана Даниловича Калиты.
- до 1425 г. — первое письменное упоминание о Богородице-Успенском монастыре на Войновой горе.
- 1585 г. — первое упоминание о погосте на озере Исакове Вохновской волости.
- 1646 г. — в Переписной книге Московского уезда впервые упоминается деревня Куровская.
- 1647 г. — первое упоминание о погосте на Орехове на реке Клязьме.
- 3 марта 1778 г. — по указу Императрицы Екатерины II образована Владимирская губерния.
- 1 сентября 1778 г. — Владимирская губерния преобразована в наместничество с 14 уездами, в том числе Покровским уездом, куда относился Ореховский погост.
- 1781 г. — образован город Богородск (сейчас — Ногинск) и Богородский уезд Московской губернии, к которому принадлежала деревня Зуево.
- 1811 г. — первое упоминание о предприятии Саввы Морозова.
- 1820 г. — крепостной крестьянин Савва Васильевич Морозов (1770—1862 гг.) со своими сыновьями откупился на волю от помещика Рюмина.
- 1837 г. —[1] Положено начало местечку Никольское.
- 1832 г. — гжельский предприниматель Т. Я. Кузнецов основывает фарфоровый завод на пустоши близ деревни Ликино (будущий «Дулёвский Фарфоровый завод»)
- 1837 г. — Савва Морозов открывает суконно-ткацкое заведение и строит на правом берегу Клязьмы 3-этажную каменную фабрику. Собственное дело открывает его старший сын Елисей.
- 1842 г. — купцы Морозовы получают потомственное почётное гражданство
- 1843 г. — М. Е. Балашов основал первое бумаго-ткацкое производство в деревне Куровской с 10 станками.
- 1845—1847 гг. — Савва Морозов устраивает в Никольском бумагопрядильное и ткацкое механическое производство (Никольская мануфактура), оснащённое современными английскими станками.
- 1852 г. — в Никольском существует 23 деревянные казармы, в которых проживает более 3000 рабочих и их семей.
- 1859 г. — Тимофеем Саввичем Морозовым основана Вауловская фабрика «для ручного ткачества и резки плисов» в селе Ваулово Покровского уезда Владимирской губернии. На фабрике было 250 ручных ткацких станков и 700 плисорезных станков.
- священник Василий Орлов открыл в Орехове в своём доме бесплатное училище, ставшее в дальнейшем церковно-приходским.
- близ бывшей деревни Спасская (на территории современного города Куровское) заложен Гуслицкий Спасо-Преображенский монастырь.
- 1860 г. — Савва Морозов учреждает Торговый дом «Савва Морозов с сыновьями».
- 14 июня 1861 — открыто движение по Владимирскому отделению Московско-Нижегородской железной дороги.
- 1870 г. — А. В. Смирнов, работавший мастером у Морозова, открыл фабрику ручного ткачества в деревне Ликино Кудыкинской волости Покровского уезда.
- 1871 г. — ремонтно-механическая мастерская при Никольской мануфактуре Морозова получила название Механического завода.
- 1872 г. — в Зуеве начато строительство первого каменного храма Рождества Богородицы.
- 1873 г. — младший сын Саввы Морозова Тимофей Саввич (1823—1889 гг.) преобразовал Торговый дом в паевое «Товарищество Никольской мануфактуры Саввы Морозова сын и К°» с основным капиталом в 5 млн рублей.
- 1876 г. — ткацкая фабрика в деревне Куровской выросла в «Товарищество мануфактур Балашовых», на котором работало 670 человек.
- 1881 г. — образована Покровско-Слободская волость Покровского уезда, к которой стали относиться деревни вдоль Нижегородского тракта (шоссе Москва-Нижний Новгород).
- 1882 г. — Викулой Елисеевичем Морозовым учреждено «Товарищество мануфактур Викулы Морозова с сыновьями в местечке Никольское Покровского уезда Владимирской губернии».
- 1883 г. — Тимофей Саввич Морозов основал отбельно-отделочную фабрику в деревне Городищи Покровского уезда.
- 7 января 1885 — начало стачки на фабриках «Товарищества Никольской мануфактуры» («Морозовской стачки»).
- 1886 г. — во главе Товарищества стал Савва Тимофеевич Морозов (1862—1905 гг.)
- 1890 г. — по инициативе и при содействии священника А. В. Рождественского в Орехове учреждено «Общество трезвости».
- 1893 г. — учреждено «Товарищество М. С. Кузнецова», потомка основателя фарфорового завода в Ликино.
- 1896 г. — при фабрике Морозовых в Никольском открыт парк Народного гуляния г.г. Морозовых.(журнал «Театрал», 1897 год, № 127)(ныне Парк 1 Мая)
- 1897 г. — сыновья орехово-зуевского промышленника Ивана Никитича Зимина, заложили при станции Дрезна Московско-Нижегородской железной дороги бумагопрядильную фабрику. Главными руководителями нового дела стали Григорий Иванович и Иван Иванович Зимины. 1 деревянная и 4 кирпичные казармы при фабрике дали начало фабричному посёлку.
- 1897—1902 гг. — строительство железнодорожного депо в Орехово.
- 1898 г. — в Орехово-Зуеве появились первые телефоны — на Никольской мануфактуре Саввы Морозова для связи управляющего с предприятиями мануфактуры. Поначалу было только 10 трёхзначных номеров, связь осуществлялась вручную телефонистками.
- 1899 г. — ходатайство от Товарищества Никольской мануфактуры об объединении села Зуева и местечка Никольского в один населённый пункт.
- Дрезненская фабрика заработала в полную мощь.
- 1901 г. — при Никольской мануфактуре открыта богадельня с церковью во имя Святого Апостола Тимофея. Содержание богадельни производилось за счёт капитала, пожертвованного вдовой Тимофея Саввича Морозова Марией Фёдоровной (1830—1911 гг.) (сейчас в этом здании находится «старый корпус» пединститута).
- 1906 г. — открыты кинотеатры «Модерн» (в Зуеве) и «Империал» (в Орехове).
- в Никольском построена новая больница (сейчас — Первая городская), оснащённая по последнему слову техники.
- 1907 г. — в Орехове открыты мужская и женская гимназии, принадлежавшие частным лицам.
- 1912 г. — постановкой оперы Глинки «Жизнь за царя» торжественно открыт Зимний театр в Никольском (архитектор А. А. Галецкий)
- декабрь 1912 г. — освящён после перестройки старообрядческий храм во славу Рождества Пресвятой Богородицы и Святого Николая.
- 1913 г. — близ деревни Куровская проходит Московско-Казанская железная дорога, на которой появляется станция Куровская.
- 7 апреля 1914 г. — торжественное открытие стадиона возле железной дороги («Знамя Труда»). В день открытия состоялся футбольный матч между «Клуб Спорт Орехово» и командой Лондонского университета.
- 26 октября 1916 г. — Московским Губернским правлением выдано свидетельство Торговому дому «Васильев и К°» на "содержание завода для диэлектрического материала под названием «Карболит».
- 3 июня 1917 г. — принято решение Временного правительства об объединении села Орехово, местечка Никольское и села Зуево в единое городское поселение Орехово-Зуево.
- 22 июля 1917 г. — вышел в свет первый номер газеты «Известия Орехово-Зуевского Совета рабочих депутатов».
- 21 сентября 1917 г. — село Орехово и местечко Никольское исключены из состава Покровского уезда Владимирской губернии и присоединены к Богородскому уезду Московской губернии.
- ноябрь 1917 г. — деревня Куровская стала центром Запонорской волости Богородского уезда.
- 1918 г. — городская газета переименована в «Орехово-Зуевскую Коммуну». Она выходила 2 раза в месяц — по воскресеньям и четвергам.
- объединение «Товарищества Никольской мануфактуры Саввы Морозова сын и К°» и «Товарищества мануфактуры Викулы Морозова с сыновьями в местечке Никольское».
- в составе Покровского уезда образована Дулёвская волость.
- в организованной при фарфоровом заводе Дулёвской центральной лаборатории выпущена первая партия керамических красок и эмалей.
- 1920 г. — в Орехово-Зуеве открыты курсы «красных учителей», готовившие преподавателей младших классов и ликбеза.
- 1921 г. — построен первый автомобильный деревянный мост через реку Клязьму («Старый мост»).
- 1922 г. — в городе открыт первый рентгеновский кабинет с одним диагностическим аппаратом.
- 23 сентября 1922 г. — возобновлено издание городской газеты с новым названием «Колотушка» (тираж 10000 экземпляров).
- 6 декабря 1923 г. — у подножия памятника «Борцам революции» во Дворе Стачки похоронен «отец Морозовской стачки» П. А. Моисеенко.
- 1923 г. — начала работу первая городская телефонная станция. Двухэтажное здание станции находилось на улице Ленина. В том же здании были почта и телеграф.
- 6 августа 1924 г. — торжественная закладка жилого рабочего посёлка на Крутом.
- 1925 г. — в Орехово-Зуеве начало работу литературное объединение «Основа».
- установлена телефонная связь Орехово-Зуева с Москвой.
- 1926 г. — сооружён городской водопровод.
- открытие кожно-венерологического диспансера.
- октябрь 1926 г. — городская телефонная сеть насчитывала 125 абонентов.
- 27 мая 1927 г. — впервые вышло в эфир радио «Колотушка». Первая радиостанция находилась в клубе профсоюзов («Дом пионеров», сейчас центр детского творчества «Родник»)
- 9 июня 1927 г. — на президиуме городского Совета был решён вопрос о введении в Орехово-Зуеве автобусного движения. В Москве приобретены первые 2 автобуса, выпущенные на заводе имени Сталина (ЗИСе).
- 12 июня 1927 г. — открыта первая автобусная линия. Через две недели в город прибыло ещё три автобуса, а по выходным стали действовать два загородных маршрута.
- декабрь 1928 г. — постановлением Президиума ВЦИК деревня Дубровка включена в черту города Орехово-Зуево.
- 14 января 1929 г. — образование Московской области. Орехово-Зуевский уезд переименован в Орехово-Зуевский округ Московской области.
- 20 мая 1929 г. — вышел первый телефонный справочник абонентов г. Орехово-Зуево. С этого момента телефонная станция прекратила соединять абонентов по названиям и стала производить соединение по номерам.
- 12 июля 1929 г. — в составе Орехово-Зуевского округа образован Петушинский район.
- 1929 г. — учреждён Государственный Хлопчатобумажный трест, куда вошли все текстильные фабрики города и района.
- в Орехово-Зуеве открыт краеведческий музей «Ткач».
- построен ДК Текстильщиков на Крутом.
- деревня Куровская становится центром Куровского района.
- началась телефонизация сельских населенных пунктов Орехово-Зуевского района.
- проведены телефонные линии Орехово — Егорьевск и Орехово — Шатура.
- 20 ноября 1930 г. — рабочие посёлки Ликино и Дулёво объединены в один посёлок.
- 1930 г. — открытие Орехово-Зуевского педагогического училища, индустриально-политехнического техникума (сейчас — Орехово-Зуевский текстильный техникум), медицинского техникума (сейчас — медицинский колледж).
- открытие Единого диспансера (сейчас — 3-я поликлиника).
- Куровская бумагопрядильная фабрика преобразована в текстильный комбинат, специализирующийся на выпуске меланжевых тканей.
- построено здание почтамта на ул. Ленина. (сейчас — Центральный городской почтамт и телеграф)
- 1931 г. — деревне Куровской присваивается статус рабочего посёлка.
- введён в строй новый железнодорожный мост через Клязьму между станциями Войново и Усад («Мосстрой»).
- 1 октября 1932 г. — в Орехово-Зуеве появляется первая в России санэпидемстанция.
- 1932 г. — Дулёвская фабрика по производству красок и эмалей получает новое помещение и становится Дулёвским Красочным заводом.
- 1933 г. — создание треста «Ореховоторф». Начало массовых торфоразработок.
- 1933—1937 гг. — реконструкция и модернизация Дулёвского фарфорового завода.
- 1935 г. — на базе бывшей шёлкоткацкой фабрики Ветрова в деревне Демихово создается Демиховский Механический завод, выпускающий запчасти для оборудования предприятий текстильной промышленности и несложную техническую аппаратуру.
- в Орехово-Зуеве сдана в эксплуатацию автоматическая телефонная станция на 1500 номеров, самая крупная на то время в Подмосковье. Новая станция позволяла абонентам самостоятельно (без участия телефонисток) соединяться с нужным абонентом, используя циферблат на телефонном аппарате.
- 1936 г. — в Орехово-Зуеве введён в эксплуатацию крупнейший в мире торфобрикетный завод.
- 1937 г. — в Ликино возникает Опытный завод по облагораживанию древесины.
- на Всемирной выставке в Париже продукция Дулёвского фарфорового завода получает «Гран При», 9 золотых и 7 серебряных медалей.
- в Орехово-Зуеве начинает работу городской пищекомбинат.
- телефонной связью охвачен 41 сельсовет и более 50 предприятий Орехово-Зуевского района.
- в 5 магазинах Орехово-Зуева установлены первые таксофоны.
- городская газета получает название «Большевик».
- февраль 1937 г. — образован Орехово-Зуевский Комитет по делам физкультуры и спорта.
- 1 декабря 1937 г. — Ликино-Дулёво получает статус города.
- 1938 г. — Орехово-Зуевский Хлопчатобумажный трест упразднен. Образование Ореховского Хлопчатобумажного Комбината, куда вошли 8 текстильных фабрик, деревообрабатывающий завод, кирпичный завод, хлопковая база и складские помещения.
- Демиховский механический завод переходит в ведение торфяной промышленности и начинает производить торфяное оборудование.
- 1940 г. — начато сооружение железной дороги «Карболит» — Поточино.
- администрацией Московской области учреждён Учительский институт (нынешний МГОГИ).
- 5 октября 1940 г. — указом Президиума Верховного Совета РСФСР рабочий посёлок Дрезна преобразован в город. Из 8 тысяч горожан 6 тысяч работали на Дрезненской бумагопрядильной фабрике.
- 1942 г. — в Орехово-Зуеве открыт детский дом № 1.
- 1943 г. — организована Школа рабочей молодёжи, где училось 74 человека (нынешняя вечерняя школа).
- Демиховский механический завод начинает выпускать железнодорожные платформы.
- 1944 г. — на базе завода «Карболит» открыт химико-механический техникум.
- завод по облагораживанию древесины в Ликино меняет профиль и становится Ликинским машиностроительным заводом.
- 20 декабря 1944 г. — на базе бывшей турбинной электростанции Саввы Морозова организован Ореховский машиностроительный завод «Торфмаш», выпускающий оборудование для выемки и обработки торфа.
- 1946 г. — организовано Товарищество Ореховских художников.
- июнь 1947 г. — начинает выходить газета Орехово-Зуевского района «Большевистское слово».
- 13 января 1952 г. — вместо газеты городского комитета компартии «Большевик» и районной газеты «Большевистское слово» стала выходить одна газета — «Орехово-Зуевская правда».
- 26 декабря 1952 г. — подписан Указ Президиума Верховного Совета СССР о присвоении рабочему посёлку Куровское статуса города.
- 1954 г. — вступила в строй первая очередь Орехово-Зуевского холодильника Росмясоторга.
- 1956 г. — строительство частных домов на улицах Аэродромная, Прямая, Строительная, Западная; начало застройки Северо-Западного микрорайона «Текстильщик».
- 1957 г. — образован завод «Прибордеталь», развившийся на базе чугунолитейной и меднолитейной мастерских, открытых в 1878 году англичанином Девмоном при Никольской мануфактуре Морозовых.
- 1958 г. — на Ликинском машиностроительном заводе организовано производство пассажирских автобусов. Предприятие сменило название на ЛиАЗ.
- 1959 г. — объединение Орехово-Зуевского и Куровского районов в один район с центром в Орехово-Зуеве. Орехово-Зуевский район получил современные границы.
- 1962 г. — открыт Индустриально-педагогический техникум (в 1992 г. стал колледжем).
- на площади Пушкина основан Дом Культуры Горбыткомбината (впоследствии ставший называться по имени площади — ДК на площади Пушкина).
- Орехово-Зуевская футбольная команда «Знамя труда» стала финалистом кубка СССР по футболу.
- 1962—1963 гг. — с застройки улицы Гагарина началась первая в городе очередь крупнопанельного строительства.
- 1963 г. — озеленение площади Пушкина.
- 19 января 1965 г. — в Орехово-Зуеве впервые отмечен День революционных традиций.
- 1965 г. — сооружение второго автомобильного моста через Клязьму, получившего впоследствии название Новый мост.
- 1968 г. — в Орехово-Зуеве появились первые девятиэтажные дома на улице Урицкого.
- 1969 г. — вступил в строй городской Домостроительный комбинат. Начало застройки Парковского микрорайона.
- 29 июля 1970 г. — создание Куровского производственного меланжевого объединения.
- 1 августа 1970 г. — введена в эксплуатацию гостиница «Советская».
- 11 августа 1970 г. — открыт кинотеатр «Родина».
- 1970 г. — завод «Торфмаш» начинает выпускать средства технологического оснащения для строительства и дорожного и коммунального машиностроения.
- закончено строительство современной сортировочной железнодорожной станции. По техническому оснащению и объёму работ станция Орехово-Зуево является крупнейшей в Европе.
- на пустыре у Малодубенского шоссе началось строительство гаража и ремонтных мастерских для городского автобусного парка.
- 1972 г. — вагонное депо Кусково было преобразовано в вагонное депо Орехово-Зуево. В основном там проводился текущий ремонт и техническое обслуживание грузовых вагонов.
- 26 июня 1973 г. — начато движение по третьему автомобильному мосту через Клязьму («Парковский мост»)
- 1974 г. — открыт Дом Быта «Силуэт» на Центральном бульваре.
- 1975 г. — закладка парка имени 30-летия победы (сейчас парк им. 9 мая).
- 6 декабря 1976 г. — в Орехово-Зуеве заработал новый родильный дом.
- 1976 г. — Завод «Торфмаш» переименован в «Строймашавтоматизацию».
- 2 декабря 1977 г. — открыт первый путепровод через железную дорогу (эстакада) в районе улиц Бабушкина, Сухоборской прямо напротив Парковского моста.
- 1977 г. — на юго-западе Дулёва закончено строительство нового красочного завода.
- 1978 г. — на смену старой АТС машинного типа установлена координатная АТС ёмкостью 8000 номеров.
- октябрь 1979 г. — открыт Центральный рынок.
- заработал санаторий-профилакторий «Дубравушка» завода «Карболит».
- 1980 г. — закончено строительство административного здания горкома и горисполкома КПСС на Октябрьской площади (сейчас — здание Администрации города и района).
- май 1982 г. — в Орехово-Зуево прибыла первая партия вьетнамских граждан для профессионального обучения и работы на ХБК.
- 1982 г. — открыт новый терапевтический корпус 3-й городской больницы
- 1987 г. — началось переоборудование Демиховского механического завода под производство вагонов электропоездов.
- 16 февраля 1990 г. — постановлением коллегии Министерства культуры РФ город Орехово-Зуево внесён в список исторических населённых мест России.
- 1991 г. — близ деревни Губино по инициативе нескольких бывших работников Ликинского автобусного завода было организовано предприятие «Тонар» (что значит ТОвары для НАРода). Первым товаром для народа, выпущенным на заводе, стали прицепы для легковых автомобилей.
- 22 апреля 1992 г. — возникновение первого в городе альтернативного учебного заведения — НОУ «Гуманитарный лицей» Архивная копия от 2 апреля 2022 на Wayback Machine (лицея В. Ю. Прилуцкого).
- 1992 г. — на Демиховском механическом заводе был создан Российский головной конструкторский отдел по разработке документации новых моделей электропоездов. Начинается выпуск прицепных и головных вагонов.
- 1993 г. — химико-механический техникум, открытый на базе завода «Карболит», реорганизован в химико-экономический колледж.
- 22 февраля 1995 г. — открыт путепровод через железную дорогу на Ликинском шоссе.
- 1995 г. — Демиховский механический завод налаживает выпуск комплектных электропоездов с головными и моторными вагонами собственного производства.
- март 1997 г. — химико-экономический колледж приказом министра промышленности РФ переименован в бизнес-колледж.
- 17 апреля 1997 г. — в Орехово-Зуеве создан первый в Московской области центр наркологической помощи детям.
- 22 мая 1997 г. — образовано историко-краеведческое общество «Радуница».
- с 19 по 21 сентября 1997 г. — первое официальное общегородское празднование Дня города — 80 лет с момента присвоения Орехово-Зуеву статуса города.
- 12 декабря 1999 г. — в присутствии и с благословения председателя духовного управления мусульмат Европейской части России муфтия Хазрат-Равиля Гайнутдина состоялось освящение мечети города Орехово-Зуево.
- 1999—2000 гг. — в деревне Давыдово на территории бывшего Давыдовского машиностроительного завода начато строительство представительства французского концерна «Мишлен» — завода по производству шин.
- 17 сентября 2000 г. — открылось новое здание городского историко-краеведческого музея.
- 16 декабря 2000 г. — первый общий намаз в мечети. Начало её полноценного функционирования.
- 2000 г. — близ деревни Дровосеки заработала ферма по разведению страусов «Страфер».
- 5 мая 2005 г. — реконструирован городской автовокзал.
- В 2007 году — Открыт новый торговый центр «Рамстор» на улице Якова Флиера с супермаркетами Эльдорадо, Рамстор, кинотератром Каро Фильм и множеством торговых площадей. Сейчас Капитолий…
- ноябрь 2008 года — открыт очередной торговый центр «Орех» на улице Ленина в здании бывшей фабрики. В городе появились супермаркеты МВидео, Спортмастер, Детский мир.